# Primarna devijantnost
Primarna devijantnost je početna faza u definisanju devijantnog ponašanja. Istaknuti sociolog Edvin Lemert predstavio je primarnu devijantnost kao uključivanje u početne činove devijacije. Ovo je veoma česta pojava u društvu, budući da svako delom učestvuje u kršenju socijalnih normi. Primarna devijantnost ne rezultira usvajanjem devijantnog identiteta, stoga osoba ne menja svoju predstavu sebe koja uključuje identitet devijantnosti. Tek kada se čin etiketira, moguće je javljanje sekundarne devijantnosti. Prema Edvinu Lemertu, Primarna Devijantnost čine dela koja su izvršili pojedinci, a koja im omogućavaju da nose etiketu devijantnosti.

## Uticaji na primarno devijantno ponašanje

### Porodica
Podrška roditelja i uticaj koji roditelji imaju na svoju decu su neki od faktora koji najviše utiču na ponašanje u adolescenciji. Ovo je prva faza u kojoj se uče i usvajaju ponašanja, moral i vrednosti. Roditeljsko usmeravanje služi da oblikuje i iznedri ono ponašanje koje će obezbediti valjano funkcionisanje u društvu. Pohvale, ljubav, naklonost, ohrabrivanje i mnogi drugi oblici pozitivnog potkrepljenja čine najveći deo podrške roditelja. Medjutim, ovo nije sve što je potrebno kako bi se sprečilo formiranje i javljanje devijantnog ponašanja. Roditelji moraju da primene "efektivnu disciplinu, nadzor i tehnike za rešavanje problema"." Deca koja potču iz porodica u kojima roditelji ne podstiču pozitivna ponašanja i u kojima roditelji ne kažnjavaju devijantna ponašanja prikladno, su deca koja će se verovatno i sama ponašati devijantno. Ovakva veza se smatra slabom i uzrokuje da se deca ponašaju devijantno."

### Vršnjaci
Jake veze sa roditeljima su veoma bitne u odabiru socijalne grupe sa kojom će se dete udružiti. Kada je u kući malo ili kada nema kontrole, kada nema pozitivnog potkrepljenja od strane roditelja, i kada dete nema pozitivna osećanja prema školovanju i obrazovanju; tada je veoma verovatno da će se dete udružiti sa devijantnim vršnjacima. Kada se udružuju sa devijantnim vršnjacima, deca prihvataju više devijantnog ponašanja nego što bi činila da su izabrali drugu socijalnu grupu. Zbog ovoga je neophodno da veza roditelj-dete bude jaka jer će ta veza imati presudan uticaj na izbor vršnjaka i na to da li će dete biti deo primarno devijantnog ponašanja kao maloletnik.

## Doprinosi u sociologiji

### Frank Tanenbaum
Frank Tanenbaum, je tvrdio da je primarno devijantno ponašanje bezazleno ili zabavno onima koji se tako ponašaju, ali i da takvo ponašanje može postati smetnja i biti viđeno kao vrsta delikvencije od strane njihovih roditelja, predavača pa čak i od strane onih koji sprovode zakon. Tanenbaum je razlikovao dve vrste devijantnosti. Prva vrsta je početno delo za koje dete smatra da je bezazleno ali je ono ipak okarakterisano kao devijantno od strane odraslih, ovakvo etiketiranje se naziva Primarna Devijantnost. Nakon etiketiranja, javlja se druga vrsta, odnosno sekundarna devijantnost u kojoj se i dete i odrasla osoba slažu da su devijantni . Tanenbaum je izjavio da "preveliko dramatizovanje" oko devijantnih radnji može prouzrokovati da neko bude etiketiran i da taj neko prihvati da bude devijantan. Zbog prihvatanja ovakve etikete, oni će najzad napredovati od primarno devijantnog do sekundarno devijantnog ponašanja, poćinjavajući tako ozbiljnije prekršaje.

## Teorijski pristupi

### Teorija etiketiranja
Teorija koja je bila preovladavajuća a koja se odnosi na Primarnu Devijantnost bila je razvijena početkom 1960-ih od strane grupe sociologa i nazvana je teorija etiketiranja. Teorija etiketiranja je dublet simboličkom interakcionalizmu. Simbolički interakcionalizam je teorijski pristup u sociologiji koji je razivo čuveni Džordž Herbert Mid. Ovaj pristup naglašava da jezik i simboli imaju ključnu ulogu i da su osnovni elementi u ljudskoj interakciji. Teoriju etiketiranja prema teoretičarima etikeriranja: primenjuju oni koji se staraju o zakonu i poretku, kao što su policajci, sudije; itd. Ovo su ljudi koji obično etiketiraju druge ljude koji su prekršili zakon ili izvršili neki drugi prekršaj. Etiketa "devijacije" ne dolazi od strane onog ko je delo počinio, već dolazi od strane onoga ko je moćniji od osobe koja je etiketirana. Ova teorija je strahovito kritikovana jer nije mogla da objasni šta u početku izaziva devijaciju. Kako god, teorija etiketiranja bila je usmerena na pronalaženje objašnenja kako je etiketiranje povezano i kako može da izazove sekundarnu devijantnost.

### Teorija anomije
Robert Merton je razvio teoriju anomije koja posvećena isključivo uzroku devijantnosti. Pojam anomije je pozajmljen od 'kuma sociologije' Emila Dirkema. Anomija je "slom društvenih normi koji nastaje kada društvo primorava ljude da budu ambiciozni ali ne uspeva da obezbedi legitimne prilike za uspeh" . Merton je smatrao da društvo stavlja značajan naglasak na važnost postizanja uspeha.. Ipak, ovaj cilj nije dostižan ljudima svih društvenih slojeva. Merton takođe tvrdi da su ljudi nižih društvenih slojeva, usled nedostatka resursa da postignu visok nivo uspeha, primorani da izvrše devijantna dela. Merton je označio devijantno ponašanje kao inovativno.

### Teorija socijalnog učenja
Teorija socijalnog učenja pretpostavlja da se devijantno ponašanje uči kroz društvenu interakciju sa drugim ljudima. Edvin Saderlend je dao obrazloženje ove teorije u kojem se objašnjava kako neko uči devijantno ponašanje.Ovo objašnjenje se zove diferencijal asociacija.

### Diferencijal asociacija
Diferencijal asociacija tvrdi da "ukoliko se pojedinac više druži sa ljudima koji imaju devijantne ideje nego sa ljudima koji imaju konvencijalne ideje, pojedinac će verovatno postati devijantan." Osoba koja predstavlja devijantan čin nije uvek nužno i sama prestupnik. Posebna važnostdiferencijala asociacija je u tome što ako se nekome ukaže prilika postoji velika šansa da se počini devijantno delo. Iako je moguće je da se pojedinac udruži i sa onima koji imaju devijantne i konvencijalne ideje, ukoliko devijantne veze nadjačaju konvencijalne vrlo je verovatno da će se pojaviti devijacija. Ključna stvar kod diferencijala asociacijaodnosi se na aspekt pridruživanja. Smatra se da je Diferencijal asociacija "uzrok devijantnosti.

## Primer primarne devijantnosti

### Čarls Menson
Osoba koja je etiketirana kao devijantna je bio ozloglašeni ubica Čarls Menson. Menson je rođen 12 novembra, 1934 u Sinsinatiju,u Ohaju. Njegov otac, Kolonel Skot ostavio je Mensonovu majku da ga odgaja sama. Ketlen Madox Mensonova majka, je tada imala svega 16 godina.Nakon što je njegova majka osuđena na 5 godina zatvorske kazne zbog oružane pljačke, Čarls, koji je tada imao 7 godina, poslat je da živi kod ujne i ujke u Makmeičen u Zapadnoj Virdžiniji. Život kod ujaka i ujne, obezbedio je Mensonu stabilnost i mogućnost da ostavari pozitivan doprinos društvu. Međutim, odsustvo majke i majčinske ljubavi dovelo je do toga da se Menson vrlo rano prepusti primarno devijantom ponašanju, što je na kraju dovelo do pojave sekundarne devijantnosti kako je odrastao.
Sledeći savete drugog ujaka, "pečinskog čoveka" koji je živeo u planinama Kentakija, Menson se odlučio da usvoji epitet pobunjenika. Mensonov prvo devijantno ponašanje počelo je kada je imao 9 godina kada je zapalio školu i kada je poslat u popravni dom. Kroz adolescenciju, Mensona su slali u nekoliko popravnih domova u nadi da će biti rehabilitovan. zmeđu 1942. i 1947. nakon njenog izlaska iz zatvora, Mensonova majka nije bila u stanju da se pravilno stara o njemu i da mu pronađe starateljsku porodicu. Predala ga je nadležnima i dozvolila je njegovo smeštanje u Gibault Školu za dečake. Deset meseci kasnije, Menson je pobegao iz Gibault Škole za dečake u nadi da će obnoviti odnose sa majkom za kojim je čeznuo. Nakon što ga je majka odbila, Menson je posvetio život devijantnosti.Menson je počinio dosta devijantnih dela kao što su kradje i provale. Menson je poslat u popravni dom Otac Flangan 1949. Posle 4 dana u domu, Menson je pobegao i nastavio da čini devijantna dela:; kao što su krađe automobila, provale, oružane pljačke. Menson je 18 puta pobegao iz Nacionalne Trening Škole za Dečake u kojoj je naveo da su ga zlostavljali i tukli. Ovakvo ponašanje koje se javilo u Mensonovim godinama detinjstva, dovelo je do toga da nosi devijantnu etiketu i kroz kasniji život, kada je naposletku dostigao i sekundarnu devijantnost i osnovao opasan kult Porodica Menson.